# Cicinho (football, 1986)
Pour les articles homonymes, voir Cicinho (homonymie).
Alex Sandro Mendonça dos Santos surnommé « Cicinho » est un footballeur brésilien, né le 4 août 1986 à Jundiaí. Il évolue au poste de défenseur latéral droit.

## Palmarès
- SE Palmeiras
  - Vainqueur de la Coupe du Brésil en 2012.

### Séville FC
Ligue Europa
- - Vainqueur : 2014 , 2015